# Jean-Claude Médot
Jean-Claude Médot, né le 6 juin 1946 à Saint-Martin-sur-le-Pré (Marne), est un footballeur français reconverti dans l'encadrement. 

## Biographie
De 1965 à 1974 Jean-Claude Médot évolue comme milieu de terrain puis défenseur au CS Sedan Ardennes. Il a disputé un total de 118 matchs en Division 1 avec ce club.
Reconverti dans l'encadrement, Jean-Claude Médot est le directeur sportif du Stade Malherbe Caen de 1983 à 1999. En 1999, il est recruté comme adjoint par Jean-Luc Lamarche, le nouveau directeur sportif du Paris Saint-Germain. Au départ de ce dernier il devient responsable du recrutement jusqu'en 2003
```
De 2008 à 2012 il est recruteur en France pour 
Everton FC
[
4
]
.
```

En 2013, il rejoint le CS Sedan Ardennes pour devenir le directeur sportif encadré par Gilles Dubois, le président. Farid Fouzari, était l'entraîneur de l'équipe première à cette arrivée.

### Sources
- Coll., Football 74, Les Cahiers de l'Équipe, 1973, cf. page 93